# Vermilia quadricosta
Vermilia quadricosta är en ringmaskart som beskrevs av Requien 1848. Vermilia quadricosta ingår i släktet Vermilia och familjen Serpulidae. Inga underarter finns listade i Catalogue of Life.